# 惣領冬實
惣領冬實（日语：惣領冬実）（1959年1月6日—）是日本女性漫畫家，大分縣別府市、大分縣立藝術綠丘高等學校出身。

## 概要
1982年在《別冊少女Comic》（小學館）4月號刊載「向陽處的訪客（陽だまりの訪問者）」出道。
代表作有、「MARS」及小學館漫畫賞得獎的「神采飛揚」。作為少女漫畫家被評價具有傑出的描寫能力。除了少女漫畫的戀愛描寫，還有各式各樣的角度描寫，從少女漫畫雜誌轉到青年誌「Morning」（講談社），描寫基因與精神世界的近未來SF「ES」，及描寫義大利偉人的「凱撒 破壞的創造者（チェーザレ 破壊の創造者）」等。
出道前以筆名「惣領冬彌」投稿作品。

## 作品列表
- 無盡的愛、原名（全2卷）
- 老師有問題（日语：ピンクなきみにブルーなぼく）、原名（全8卷、小學館文庫版全4卷）
- 太陽的惡作劇 惣領冬實傑作短篇集、原名（全1卷、講談社）
- 初戀交叉點（日语：彼女がカフェにいる）、原名（全6卷、小學館・文庫版全4卷）
- 原名《天然の娘さん（日语：彼女がカフェにいる#番外編）》（全2卷、小學館・文庫版全1卷）
- 無盡的愛 物領冬實傑作集1、原名
- 仙人掌 物領冬實傑作集2、原名
- 原名
- 搖滾玫瑰、原名《3-THREE-》（全14卷、小學館・文庫版全8卷、講談社版全8卷）
- DOLL傀儡娃娃、原名《DOLL》（全1卷、講談社）
- 神采飛揚、原名（全10卷、小學館・文庫版全6卷、講談社版全6卷）
- 奇幻仙子、原名：（全2卷、小學館）
- MARS-戰神、原名《MARS》（全15卷、講談社・文庫版全8卷）
  - MARS外傳-無名馬-、原名（全1卷、講談社）
- 名模殺機（日语：タマラ）、原名（全1卷、講談社）
- 入侵（日语：ES -Eternal Sabbath-）、原名《ES -Eternal Sabbath-》（全8卷、講談社・文庫版全5卷）
- 凱撒 破壞的創造者（日语：チェーザレ 破壊の創造者）、原名（2008年現在、Morning連載中（講談社）、既刊12卷）
- 瑪麗王后、原名（監修：凡尔赛宫、全1卷、講談社）

## 外部連結
- （日語）fuyumis （页面存档备份，存于）
- チェーザレ担当的X（前Twitter） - 講談社Morning編輯部「凱撒 破壞的創造者」的責任編輯
- （日語）惣領冬実@web （页面存档备份，存于）